# 雪山箭竹
雪山箭竹（学名：Fargesia lincangensis）为禾本科箭竹属下的一个种。其种加词“lincangensis”意为“临沧的”。